# Ramires
Ramires, właśc. Ramires Santos do Nascimento (ur. 24 marca 1987 w Barra do Piraí) – brazylijski piłkarz który występował na pozycji pomocnika. W latach 2009–2014 reprezentant Brazylii.
Półfinalista Mistrzostw Świata w 2014 roku oraz Uczestnik Mistrzostw Świata w 2010 roku. Uczestnik Copa America w 2011 roku. Najwięcej występów w swojej karierze klubowej zaliczył dla angielskiego Chelsea.

## Kariera klubowa
Początkowo zawodnik brazylijskiego Royal Sport Club, następnie gracz Joinville. Od 2007 roku piłkarz Cruzeiro EC, w którego barwach zadebiutował 12 maja w zremisowanym 2:2 meczu Fluminense FC. Pierwszego gola strzelił 3 czerwca w spotkaniu z SE Palmeiras, przyczyniając się do zwycięstwa 3:1. W sezonach 2007, 2008 (w sezonie tym wybrano go do drużyny roku ligi brazylijskiej) i na początku 2009 był podstawowym zawodnikiem swojej drużyny.
W maju 2009 roku przeszedł do Benfiki, z którą podpisał pięcioletni kontrakt. W nowym klubie zadebiutował 23 sierpnia w meczu z Vitórią SC, w którym strzelił zwycięskiego gola. W sezonie 2009/2010 był podstawowym zawodnikiem swojej drużyny. Wraz z nią został mistrzem Portugalii i wywalczył puchar ligi. Ponadto regularnie występował w rozgrywkach Ligi Europy – zagrał w 10 meczach.
4 sierpnia 2010 roku Chelsea porozumiała się z Benficą w sprawie transferu Ramiresa. 13 sierpnia Brazylijczyk podpisał z londyńskim klubem czteroletni kontrakt. W nowym zespole zadebiutował 28 sierpnia w wygranym 2:0 meczu ze Stoke City, natomiast pierwszego gola strzelił 24 stycznia 2011 roku w spotkaniu z Boltonem. 20 marca w pojedynku z Manchesterem City zdobył po indywidualnej akcji bramkę, która została wybrana golem sezonu 2010/2011 w Chelsea.
W sezonie 2011/2012 wraz z Chelsea zdobył puchar Anglii – w finałowym meczu z Liverpoolem (2:1) strzelił gola po indywidualnej akcji. Ponadto w 2012 roku z londyńskim zespołem wygrał Ligę Mistrzów. W finałowym spotkaniu z Bayerem Monachium nie wystąpił z powodu nadmiaru żółtych kartek, lecz regularnie grał we wcześniejszych fazach tych rozgrywek (zdobył m.in. bramkę w pojedynku 1/2 finału z Barceloną, przyczyniając się do awansu Chelsea do finału). Rok później razem z drużyną cieszył się ze zdobycia Ligi Europejskiej.
W 2016 roku opuścił Europę i przeniósł się do chińskiego Jiangsu Suning. Spędził tam 3 lata i początkiem lipca 2019 roku powrócił do ojczyzny do brazylijskiego Palmeiras. 27 listopada 2020 roku rozwiązał kontrakt z klubem.
28 września 2022 zakończył piłkarską karierę.

## Kariera reprezentacyjna

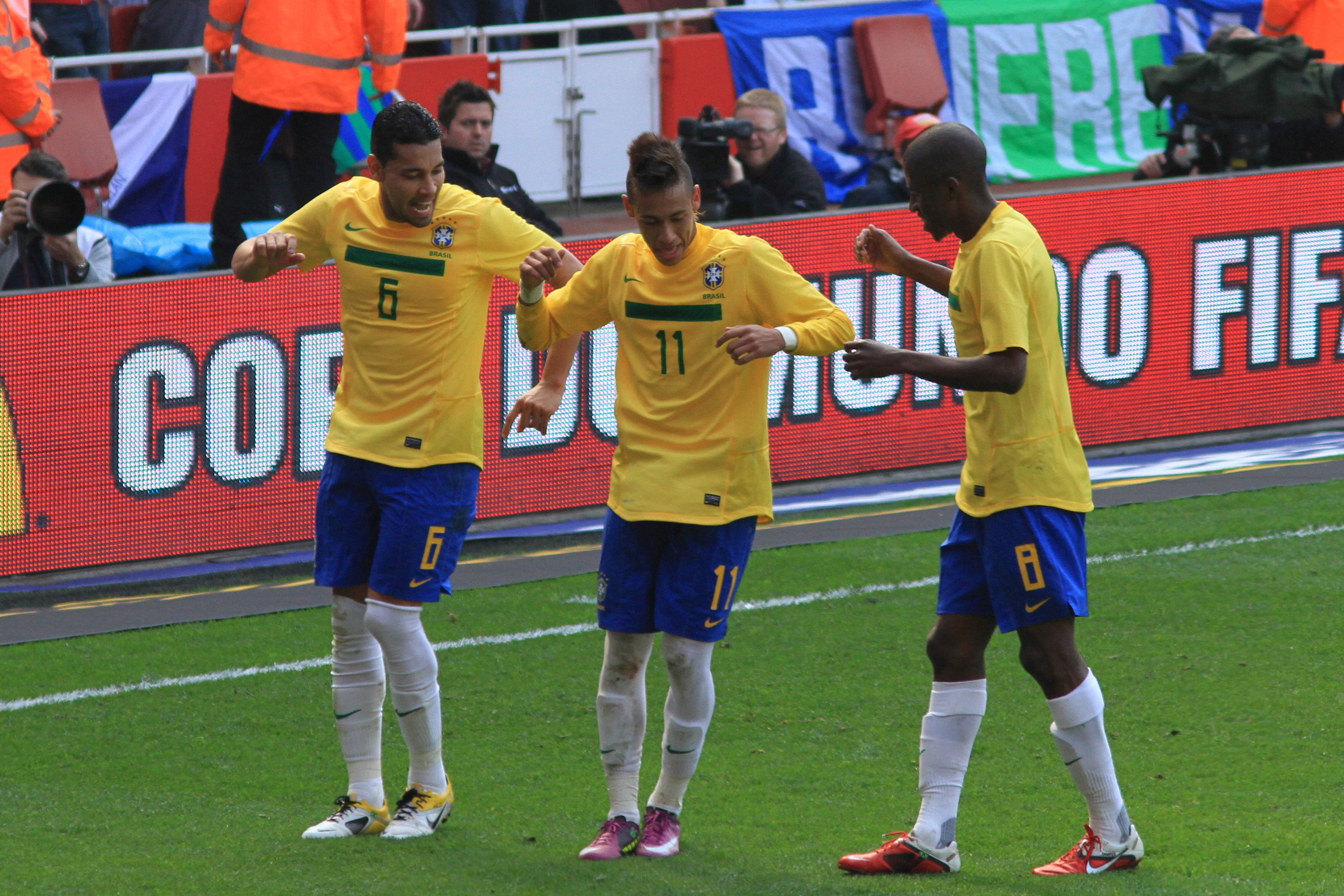
Ramires, Neymar i Andre Santos celebrują bramkę.

W 2008 roku wystąpił w igrzyskach olimpijskich w Pekinie – zagrał w czterech meczach, a wraz z reprezentacją Brazylii zdobył brązowy medal. Rok później zadebiutował w kadrze seniorskiej w wygranym spotkaniu z Urugwajem. Również w 2009 wziął udział w Pucharze Konfederacji – w turnieju, w którym Brazylijczycy zajęli pierwsze miejsce, był podstawowym zawodnikiem swojej reprezentacji.
7 czerwca 2010 roku strzelił dwa gole w towarzyskim spotkaniu z Tanzanią (5:1). Następnie uczestniczył w mistrzostwach świata w Republice Południowej Afryki – zagrał w czterech meczach (w trzech jako rezerwowy i w jednym jako podstawowy zawodnik). W 2011 wystąpił w turnieju Copa América, który odbył się w Argentynie.
W 2014 roku został powołany na Mistrzostwa Świata w 2014 roku w Brazylii. Z reprezentacją dotarł do półfinału mistrzostw w barwach Canarinhos. Podczas całego turnieju rozegrał wszystkie możliwe spotkania i zaliczył jedną asystę.
10 września 2014 wystąpił w ostatnim meczu w reprezentacji. Spotkanie odbyło się przeciwko reprezentacji Ekwadoru, na stadionie MetLife Stadium w stopniu Towarzyskim. Mecz zakończył się wynikiem 1:0 na korzyść Brazylijczyków.